# Eligmocarpus
Eligmocarpus là một chi thực vật có hoa trong họ Đậu.